# Bolitoglossa striatula
Bolitoglossa striatula är en groddjursart som först beskrevs av Noble 1918.  Bolitoglossa striatula ingår i släktet Bolitoglossa och familjen lunglösa salamandrar. IUCN kategoriserar arten globalt som livskraftig. Inga underarter finns listade.